# Tylos marcuzzii
Tylos marcuzzii is een pissebed uit de familie Tylidae. De wetenschappelijke naam van de soort is voor het eerst geldig gepubliceerd in 1954 door Soika.